# Gamm (Adelsgeschlecht)

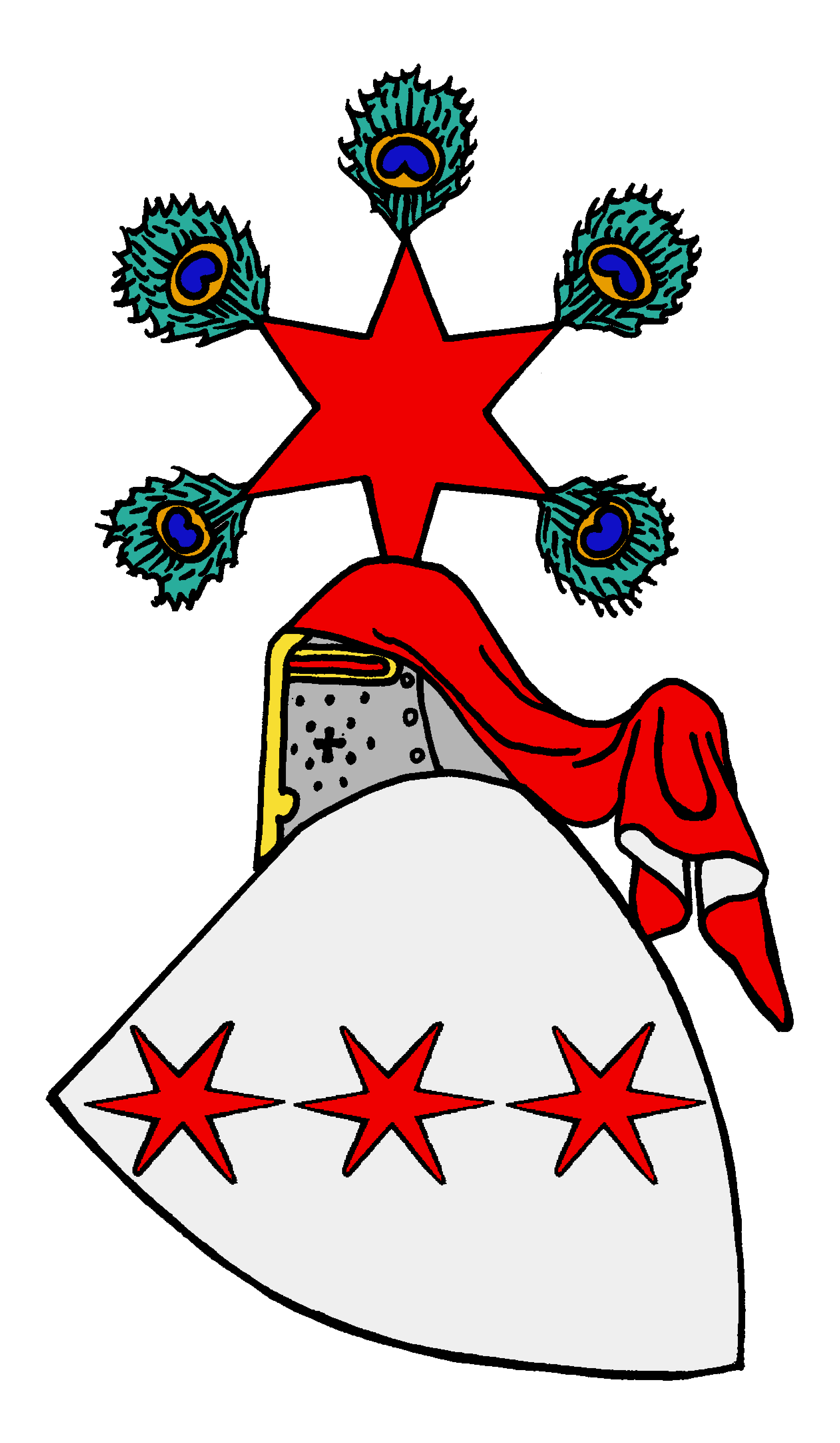
Stammwappen derer von Gamm

Gamm, historisch auch de Faema, Gamme oder Gammen, in Dänemark auch Gam, ist der Name eines mecklenburgischen Adelsgeschlechts. Zweige der Familie bestehen gegenwärtig fort.

## Geschichte
Das in Mecklenburg eingeborene Geschlecht beginnt seine Stammreihe mit dem wendischen Edlen Gampa dapifer, welcher am 24. Juni 1218 als Heinricus de Gamma (Sohn des Jaromir de Gamme), dapifer curiae (Hoftruchsess) des Heinrich Borwin II., urkundlich zuerst erscheint und später als castellanus de Guztrowe und nobilis slavicus bezeichnet wird. Die Namensform wechselte zwischen Gamma, Gamme, Gambe, Gamba (altslawisch gaba = Mulde) und Gamm. Das Geschlecht ist eines Stammes mit den erloschenen Grube (gleichfalls castellani de Guztrowe) und den erloschenen Swartepape.
Die von Gamm sind das einzige wendische mecklenburgische Herrengeschlecht, das zusammen mit dem Fürstenhaus noch heute blüht und gehört zu den ältesten adeligen Familien Mecklenburgs. Ihr oben genannter Stammvater hat bedeutenden Anteil an der ersten Einrichtung des Landes, und doch ist fast nichts über die ältesten Wohnsitze der Familie bekannt. Er erscheint urkundlich zuerst 1218–1226 am Hofe des Fürsten Borwin I. von Mecklenburg und seiner Söhne als Gefolgsmann und darauf 1226–1231 als Mitglied der Vormundschaft für die Söhne des früh gestorbenen Fürsten Heinrich Borwin II. als Hoftruchsess oder nach neuern Begriffen als Hofmarschall (dapifer oder dapifer curiae) auf. Nach der ersten Landesteilung erscheint er 1232–1240 als der älteste und erste Rat am Hofe Nicolaus I. von Werle zu Güstrow, zuletzt noch einmal wieder als Hoftruchseß. Im Gegensatz zu den meisten wendischen Großen hat er sich der unaufhaltsam vordringenden ritterlichen Germanisierung Mecklenburgs nicht entgegengestellt, sondern geglaubt, seinen Stammesgenossen besser dienen zu können, indem er sich der deutschen Ritterschaft im Kolonialgebiet als Stammesgenosse einordnete und 1226 in der nach deutschem Muster umgestalteten Hofhaltung Borwins I. das wichtige Amt des Truchsessen übernahm. Von 1227 bis 1229 war er führendes Mitglied des Vormundschaftsrats für Borwins Enkel. Aller Wahrscheinlichkeit nach besaß er Güter und Burglehen in der Nähe der Stadt Güstrow.
Seit dem 14. Jahrhundert erscheinen die Gamm mit festem Güterbesitz auf Alt Schwerin am Plauer See und Göhren-Lebbin am Fleesensee, beide bei Malchow, nach denen sich die beiden alten Hauptlinien des Geschlechts benannten.
1352 siegelte Johannes Gamme. Die Familie hatte als Besitztum das früh untergegangene Dorf Glin, dessen Feldmark in unmittelbarer Nähe der Stadt Güstrow begann und sich an der Nebel entlang bis gegen den Parumer See erstreckte. Im Jahr 1375 verkauften die Fürsten von Werle das Dorf an die Stadt Güstrow, nachdem sie es von Heinrich Gamm gekauft hatten, und die Stadt legte es zur Stadt-Feldmark; wahrscheinlich ist der Acker der Bülower Burg ganz oder teilweise ein Teil des ehemaligen Dorfes Glin, dessen Nebelwiesen im Lande wegen ihrer Fettigkeit berühmt sind. Im 13. Jahrhundert reichten noch zwei andere Feldmarken, die der Dörfer Glewin und Tebbezin, bis an die Tore der Stadt Güstrow; auch diese waren im Besitz ritterlicher Familien gewesen, zum Beispiel der von Geez auf Karcheez (Kark=Kirch-Geez).
Das Dorf Glin war wahrscheinlich ein Bauerndorf. Der alte Rittersitz der Familie Gamm war das Landgut Bülow bei Güstrow, welches westlich an die Feldmark des Dorfes Glin grenzte. Im Jahr 1373 hatten die Bürger der Stadt Güstrow die Veste Bülow gebrochen und Bernd Gamm gefangen genommen; zu seiner Befreiung musste dieser mit seinem Sohne Bernd am 11. September 1373 Urfehde schwören.
Ungefähr seit dieser Zeit verlor sich das Rittergut Bülow nach und nach aus dem Besitze einer bisher unbekannten und früh erloschenen Linie der Familie Gamm. Nach ungedruckten Urkunden gestaltete sich dieser Hergang folgendermaßen. Am 21. Dezember 1371 verpfändete die Frau des Henneke von der Böken, Namens Slaweke, eine Schwester des Bernd Gamm auf Bülow, an diesen ihren Bruder Bernd und dessen Frau Anneke, welche wahrscheinlich eine geborne von Bülow war, alle ihre Besitzungen im Dorfe Bülow, namentlich 3½ Bauernhufen, 1/2 Kathenland und 12 Morgen Herrenland, mit der versessenen Pacht von neun Jahren. Am 11. September 1373 schwor Bernd Gamm mit seinem Sohne Bernd der Stadt Güstrow Urfehde nach der Brechung seiner Burg Bülow; es bürgten für sie die drei Verwandten: Danquard Axecow, Thydeke von Bulow auf Gülzow und Heinrich Gamm auf Schwerin. Seit dieser Zeit beginnt die Zerstückelung und Veräußerung der Feldmark Bülow. Am 2. Februar 1402 verkaufte Danquard Gamm, unter Zustimmung seines Schwagers Hermann Steinbek, seine Besitzungen in Bülow, namentlich auch den Besitz von 12 Morgen Herrenlandes, so wie er diese Besitzungen von Vaters und Mutter wegen besessen hatte, an Henning Barold; Danquard Gamm war also wohl ein Sohn des Bernd Gamm des Jüngeren und seine Mutter eine geborne von Bülow. Am 18. November 1403 verkaufte Hermann Steinbek mit seiner Frau Adelheid eine halbe Hufe und mehrere Pächte und Hebungen aus dem Dorfe Bülow ebenfalls an Henning Barold.
Die vermählte Adelheid Steinbek war eine Schwester des Danquard Gamm, wie es in einer Urkunde vom Jahr 1422 ausdrücklich steht, wo sie aber irrtümlich Anneke genannt und mit ihrer Mutter verwechselt wird. Am 16. Oktober 1422 verkaufte Heinrich Barold, „Bürger zu Güstrow“, an die Brüder Claus von Restorff auf Bolz und Johann, Domherrn zu Güstrow, 2½ Hufen, das Herrenland und ein Kathenland in und bei dem Dorfe Bülow, wie seine Vorfahren (olderen) diesen Besitz geerbt und sie und Danquard Gamm und dessen Schwester, Steinbeks Frau, gehabt hatten.
1444 ist die Familie Gottfried von Gamm in Dänemark nachweisbar und das Geschlecht besteht dort grundgesessen mindestens bis in das 18. Jahrhundert fort. Christoph Otto von Gamm (* 1721; † 1796) erhielt am 10. Juli 1776 das dänische Indigenat.

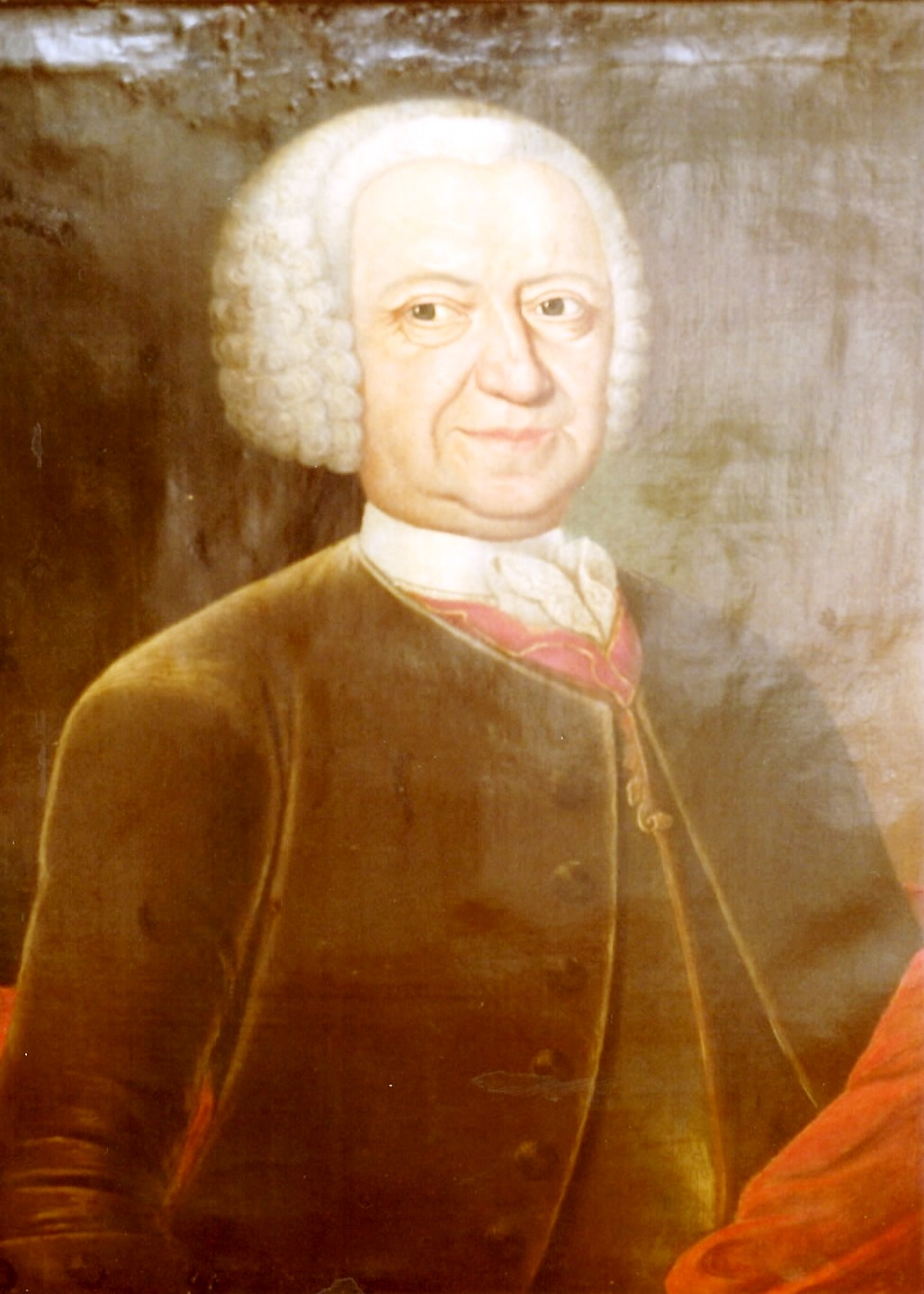
Christoph Otto von Gamm (geb 1721 – x 1796) – Detail

Seit dieser Zeit wird der Besitz des Dorfes sehr wandelbar und dunkel. Am 2. März verpfändete der Herzog Heinrich d. j. alle seine Rechte an dem Dorfe „Bülow, belegen bei Güstrow“, namentlich Bede, Hundekorn, Burgdienst und das höchste Gericht, an seinen Rat Claus von Oldenburg auf Gremmelin. Mit Danquard Gamm scheint die Linie der Gamm auf Bülow erloschen zu sein, wenigstens werden sie nie wieder genannt; vielmehr treten die Gamm auf Alt-Schwerin und Göhren Anfang des 16. Jahrhunderts als Lehnsfolger mit Anrechten an Bülow auf. 1513 gerieten diese beiden Linien der Familie vor dem Hofgerichte in Streit über einseitige Verpfändung mehrerer Pachten aus Bülow. Die Hebungen, welche die Gamm im 16. Jahrhundert aus dem Dorfe Bülow bezogen, waren aber nicht bedeutend; der Besitz des Dorfes war schon fast ganz von den Landesherren erworben. Am 20. Januar 1594 verkauften die Gamm, nämlich Moritz d. ä. auf Alt-Schwerin zur Hälfte, die drei Brüder Christoph, Dethlof und Otto auf Alt-Schwerin zum Viertel und die beiden Brüder Joachim und Johann und Moritz d. j. auf Göhren zum Viertel, alle Gerechtigkeit, Pacht und alle andern Herrlichkeiten, wie ihre Vorfahren sie bisher an dem Dorfe Bülow gehabt, des Betrages von 31 Gulden 4 ßl. Pacht, für 500 Gulden an Joachim von Bülow auf Karcheez.
Da der Herzog Ulrich seinen Consens zu dieser Veräußerung nicht geben wollte, weil er in dem Dorf Bülow alle andere Gerechtigkeit zum Schlosse Güstrow bereits hatte, sah Joachim von Bülow sich genötigt, dem Herzog den mit den Gamm geschlossenen Kaufvertrag gegen Wiedererstattung des Kaufgeldes zu zedieren.
Das Geschlecht teilte sich bereits um 1300 s. o. in drei Stammlinien, von denen der Hauptstamm Byliewe (slawisch = weiße Burg) mit Dankwart, Sohn Berndts d. J. auf Burg Byliewe (heute Bülower Burg, bei Güstrow), um 1400 erlosch. Weitere Stämme waren Alt-Schwerin und Göhren-Gammenwerder. Der Stamm Alt-Schwerin und Gammenwerder lebte durch die Heirat Christoph V. von Gamm a.d.H. Göhren mit der Erbtochter Ilsabe des Stammes Alt Schwerin 1587 wieder auf und begründete schon in der übernächsten Generation Zweige mit beträchtlichem Grundbesitz in Dänemark, Schlesien und Russland. Auf dem Reichstag in Augsburg 1530 sind die Häupter beider Stammlinien im Gefolge der mecklenburgischen Herzöge vertreten.
Von 1614 bis 1636 war Catharina von Gammen Unterpriorin im Kloster Dobbertin und 1670 wurde die Jungfrau Eva Gottlieb von Gamm als Klosterfrau aufgenommen. Ihr Vater Oberstleutnant von Gamm entrichtete 100 Gulden. Im Einschreibebuch des adligen Damenstifts im Kloster Dobbertin befinden sich weitere vier Eintragungen von Töchtern der Familien von Gamm a. d. H. Göhren und Kaeselow aus den Jahren 1774 bis 1826.
Ein Epitaph aus Sandstein, für Carolina Gustava von Gamm, geborene von Köppern (* 1705; † 1719) befindet sich in der Kirche Rossin. Sie heiratete 1718 und starb im Alter von 14 Jahren nach der Geburt von Zwillingen. Oben befinden sich dort die Wappen der Familien von Köppern und von Gammen. Laut der Inschrift im unteren Bereich ließ Clara Agnese vom Gamm das Epitaph für ihre Tochter anfertigen.
Das Alt-Schweriner und das Göhrener Haus hat namhafte hohe Offiziere und Diplomaten vorzugsweise der dänischen und schwedischen Krone gestellt, darunter den dänischen Kavallerie-General Otto Friedrich von Gamm († 1698) des dänischen Zweiges Schloss Sandholt-Sobysogaard und den dänischen, danach mecklenburgischen Minister Baron Christoph Otto von Gamm a.d.H. Göhren-Gammenwerder († 1796), dessen genealogisch-historische Arbeiten von landesgeschichtlicher Bedeutung wurden. Beide waren Ritter des Danebrog-Ordens.
Die Gesamtfamilie erhielt am 27. Mai 1858 die k.u.k. Genehmigung sich des Freiherrentitels jeweils prävalieren zu dürfen.
Ein Geschlechtsverband besteht seit dem 24. Juni 1918, dem 700. Jahrestag der ersten urkundlichen Erwähnung.

## Historischer Güterbesitz
In Mecklenburg haben die von Gamm die Güter Carow bei Güstrow (1706–1748 pfandweise, 1761–1825 erblich) Friedrichsdorf bei Stargard (1832–1846), Glin bei Güstrow (bis 1375), Göhren-Lebbin (1590–1794, seit 1750 verpfändet), Jettchenshof (1843–1856) und Alt Schwerin (1590 bis zum Ende des 17. Jahrhunderts) besessen.
In Dänemark lebten die von Gamm zunächst auf Ærø in Ærøskøbing, Otto Frederik von Gamm und Christoffer Ottesen von Gamm haben nacheinander von 1679 bis 1701 die Hoflage Store Grundet 2 km nördlich von Vejle besessen. Søbysøgaard war (1722–1730) im Besitz von Paul Otto Gamm.
In Schlesien war bis in die Mitte des 19. Jahrhunderts Grundbesitz in den Kreisen Grünberg und Freystadt vorhanden gewesen.

## Wappen

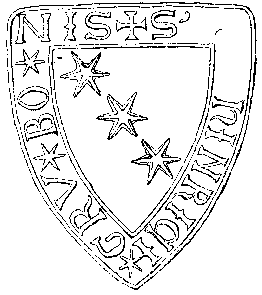
Wappensiegel des stammesselben Ritters Heinrich Grube (1218)
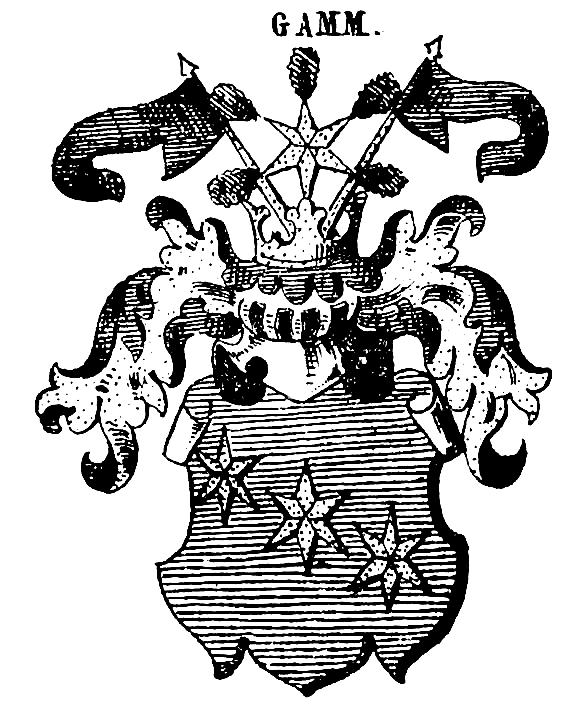
Wappen, wie es seit dem 17. Jahrhundert bis 1918 geführt wurde

Das ursprüngliche Wappen zeigt in Silber drei schrägrechts angeordnete rote Sterne. Auf dem Helm mit rot-silbernen Decken ein an den Spitzen mit Pfauenspiegeln besteckter roter Stern, ursprünglich im Längsdurchmesser des Helmes darauf angebracht.
Später wurde das Wappen häufig (irrtümlich) in den Grundfarben Rot-Blau oder Blau-Gold dargestellt. Die zwei blauen Standarten auf dem Helm sind nicht, wie vereinzelt – z. B. von Meding – vermutet, schon im 15., sondern frühestens im 16., wenn nicht erst im 17. Jahrhundert, hinzugefügt worden. Latomus kannte solche noch nicht.
Der Stern der Helmzier – der Ritter Johann Gamm siegelte 1352 nur mit diesem Bild, achtstrahlig und an jeder Spitze mit drei Pfauenfedern bestückt – wurde im 17. Jahrhundert vereinzelt durch sechs sternenförmig zusammengefügte Pfauenfedern ersetzt, 1677 in einem Siegel sogar durch einen Pfauenfederbusch.

## Angehörige
- Catharina von Gammen, 1614–1634 Unterpriorin im Kloster Dobbertin
- Otto Friedrich von Gamm († 1698), dänischer Kavallerie-General
- Christoph Otto von Gamm (* 1721; † 1796), mecklenburgischer Regierungsbeamter und Genealoge
- Maria Anna von Gamm (* 1783; † 1848), verwitwete Gräfin Clairon d’Haussonville, verwitwete letzte Freifrau von Abschatz, trug 1811 ihrem dritten Gatten, Leopold Sylvius von Aulock (* 1770; † 1823), königlich preußischer Kapitän im Regiment von Moellendorf (Nr. 25) das Gut Brunzelwaldau zu[7]
- Carl von Gamm (* 1821 in Karow; † 1877 in Schwerin), mecklenburgischer Offizier, Gesandter in Berlin und Wien
- Otto-Friedrich Freiherr von Gamm (* 1923; † 2001), deutscher Rechtswissenschaftler, 1970–1990 Richter am Bundesgerichtshof, Professor für Urheberrecht an der Universität Heidelberg
- Eva-Maria Freifrau von Gamm (* 1933; † 2017), geb. Neeb, Teilnehmerin der Eiskunstlauf-Europameisterschaften 1956 im Paarlauf, deutsche Punktrichterin bei den Eiskunstlauf-Europameisterschaften 1971–1981
- Eva-Irina Franziska Freifrau von Gamm (* 1971), Professorin für Medien und Kommunikation an der Macromedia Hochschule, Rechtsanwältin und Kanzleiinhaberin in München[8]

## Ältere Stammreihe
- Heinrich von Gamm; † 1235, Herr auf Burg Byliewe, nobilis slavicus, castellanus de Guztrowe (= Güstrow) 24. Juni 1218 dapifer curiae (Hoftruchsess) bei Heinrich Borwin I. von Mecklenburg 1226, 1232 Erster Rat von Nikolaus I. von Werle-Güstrow
- Heinrich II., 1244/48 auf Burg Byliewe, Hoftruchsess bei Heinrich Borwin II. von Rostock
- Conrad, * 1285/86, Ritter und erster Rat von Nikolaus II von Werle-Güstrow
- Gotmar; † Wangelin 1335, Mitbefehlshaber von Burg Lipen, Wangelin, Goldewin und Glin, Knappe in Werle
- Johann, * 1346/47, Herr auf Göhren mit Laschendorf und Lebbin, studiert auf der Universität Erfurt 1392/94 (siegelt mit achteckigem Stern, dessen Spitzen mit je einem Pfauenwedel besteckt sind), ⚭ Anna von Flotow
- Christoph, * 1360, Herr auf Göhren usw. und Anteilen von Alt-Schwerin ⚭ N.N. von Wagel
- Otto, * 1420, Herr auf Göhren usw. und Anteilen von Alt-Schwerin ⚭ mit Anna von Lützow a.d.H. Goldenbow
- Christoph, * 1480; † 1510, Herr auf Göhren usw. und Anteilen von Alt-Schwerin; ⚭ mit Sophie von Mortin a.d. H. Burg Ludorff und Kelle
- Ulrich, Herr auf Göhren usw. und Anteil von Alt-Schwerin ⚭ mit Anna von Hagenow a.d.H. Dargelütz
- Carsten, * 1459, Herr auf Göhren usw. und Anteilen von Alt-Schwerin, nimmt 1530 an dem Reichstag zu Augsburg teil; ⚭ mit Elisabet von Preen a.d.H. Dummerstorff

### Gedruckte Quellen
- Mecklenburgisches Urkundenbuch (MUB)
- Mecklenburgische Jahrbücher (MJB)

### Ungedruckte Quellen
- Landeshauptarchiv Schwerin (LHAS)
  - LHAS 3.2-3/1 Landeskloster/Klosteramt Dobbertin. Nr. 242 Verzeichnis der Jungfrauen ab 1600.